# 최원경
틀:D
최원경은 대한민국의 배우이다.